# Loujany
Loujany (ukrainien : Лужани) est une commune urbaine de l’oblast de Tchernivtsi, en Ukraine. Elle compte 4 837 habitants en 2021.